# Улица Пугачёва Е. И. (Саратов)
У́лица Пугачёва (ранее Царёвская у́лица) — улица Саратова. Проходит от 2-й Садовой улицы до Большой Садовой улицы.

## История
Первоначальное название улицы по уездному городу Цареву. В сентябре 1918 года переименована в Пугачёвскую., в 2002 году переименована в улицу имени Пугачёва Е. И..

## Расположение
Улица начинается от пересечения 2-й Садовой улицы и 5-го проезда Первомайского посёлка, который продолжает улицу Пугачёва. Далее, пересекая Новоузенскую и Шелковичную улицы, улица Пугачёва идёт на северо-восток и упирается в здание завода «Серп и молот». За ним, рядом с Рабочей улицей она вновь начинается и поворачивает около пересечения с Советской несколько на север. Рядом с улицей Вавилова улица Пугачёва огибает построенную перпендикулярно ей новостройку, затем пересекает Большую Казачью и упирается в Московскую улицу. От улицы Кутякова улица Пугачёва вновь продолжается до улицы Крайней.

От Рабочей улицы до Советской с одной стороны улицы Пугачёва располагается Спортивный комплекс Юность и Детский парк, и ворота выходят на пересечение улиц Пугачёва и Мичурина.
- Детский парк Ворота с ул Пугачёва
- Юность Спортивный комплекс

## Больница
Городская клиническая больница № 1 имени Ю. Я. Гордеева располагается между улицами Шелковичной, Новоузенской, Хользунова и Пугачёва. На углу Шелковичной и Пугачёва в 1903 году был построен роддом по проекту архитектора Стерлигова Д. Ф.
- Городская клиническая больница N 1
- 1й городской родильный дом

## Здания
По нечётной стороне:
- № 11/13 — государственное учреждение — Отделение Пенсионного фонда Российской Федерации по Саратовской области.
- Советская, 91 — Княже-Владимирский собор
- № 123 — школа № 67 (бывшая Гимназия вторая мужская, архитектор А. Н. Клементьев[бел.], 1902)

По чётной стороне:
- 1-я Садовая, 104 — министерство транспорта Саратовской области.
- № 78 — ЗАГС Фрунзенского района.

- Владимирский храм
- Пугачёва ул. дом 78
- Пугачёва ул. 123 Школа 67

## Транспорт
- Троллейбус № 3, 16 — у пересечения с Новоузенской улицей.